# Titulação de complexação
A titulação de complexação, titulação complexométrica, complexometria, compleximetria, ou ainda quelatometria, é uma técnica de análise volumétrica na qual a formação de um complexo colorido entre  o analito e o titulante é usado para indicar o ponto final da titulação. Titulações complexométricas são particularmente úteis para a determinação de diferentes íons metálicos em solução. Um indicador capaz de produzir uma mudança de cor não ambígua é usado para detectar o ponto final da titulação.
Qualquer reação de complexação pode em teoria ser usada como técnica volumétrica desde que:
1. a reação alcance o equilíbrio rapidamente a cada adição de titulante.
2. situações de interferência não se manifeste, (por exemplo: passos nos quais há a formação de vários complexos em solução em concentração significativa durante o processo de titulação).
3. um indicador complexométrico capaz de apresentar o ponto de equivalência com significativa precisão esteja disponível.

Na prática, o uso de EDTA como um titulante está bem estabelecido.

## Titulação complexométrica com EDTA

Complexo metal-EDTA

EDTA, ácido etilenodiaminotetracético, tem quatro grupos carboxila e dois grupos amina que podem atuar como doadores de pares de elétrons, ou bases de Lewis.  A habilidade do EDTA para potencialmente doar estes seis pares de elétrons para a formação de ligações covalentes coordenadas a cátions metálicos faz do EDTA um "ligante hexadentado". Entretanto, na prática o EDTA é usualmente somente parcialmente ionizado, e então ele forma menos que seis ligações covalentes coordenadas com cátions metálicos. O EDTA dissódico, comumente usado na padronização de soluções aquosas de cátions metálicos de transição, somente forma quatro ligações covalente a cátions metálicos em valores de pH menores ou iguais a 12 como nesta faixa de valores de pH os grupos amina mantêm-se protonados e então inábeis para doar elétrons para a formação de ligações covalentes coordenadas.
Em química analítica a abreviatura "Na2H2Y" é tipicamente usada para designar EDTA dissódico. Esta abreviatura pode ser usada para denominar qualquer espécie de EDTA. O "Y" representa a molécula de EDTA, e o "Hn" designa o número de prótons ácidos ligados à molécula de EDTA.
EDTA forma um complexo octaédrico com a maioria do cátions metálicos 2+, M2+, em solução aquosa. A principal razão pela qual o EDTA é usado tão extensivamente em padronização de cátions metálicos é que a constante de formação para muitos complexos de cátion metálico-EDTA é muito alta, mantendo que o equilíbrio para a reação:
M2+ + H4Y → MH2Y + 2H+
tenda para a direita. 
Realizar a reação em uma solução tampão básica remove H+ assim que ele é formado, o que favorece a formação de complexo EDTA-cátion metálico como produto da reação. Para a maioria dos propósitos pode ser considerado que a formação do complexo EDTA-cátion metálico chegará ao término, e isto é o principal motivo pelo que EDTA é usado em titulações / padronização deste tipo.
Para conduzir titulações de cátion metálico usando EDTA é quase sempre necessário usar um indicador complexométrico, usualmente um corante orgânico tal como Preto sulfon rápido, Preto de eriocromo T, Vermelho de eriocromo B ou Murexida, para determinar quando o ponto final tenha sido alcançado. Estes corantes ligam-se aos cátions metálicos em solução e formam complexos coloridos. Entretanto, desde que EDTA liga-se aos cátions metálicos muito mais fortemente que o fazem tais corantes usados como um indicador, o EDTA irá substituir o corante junto ao cátion metálico à medida que é adicionado à solução de analito. Uma mudança de cor na solução sendo titulada indica que todo o corante tenha sido substituído nos cátions metálicos em solução, e que o ponto final foi alcançado.

## Aplicações em análises clínicas
É uma técnica de titulação utilizada para determinar cálcio em amostra biológica tais como soro e urina. O cálcio sérico é mantido dentro dos limites fisiológicos pela ação combinada do paratohormônio e vitamina D, através de seus efeitos sobre os ossos, intestinos e rins.